# End of Green
End of Green is een Duitse band afkomstig uit Stuttgart die opgericht werd in 1992. De bandnaam betekent volgens zanger Michelle Darkness het einde van de door de kleur groen gesymboliseerde hoop. De stijl van de band wordt door de band zelf getypeerd als Depressed Subcore.

## Geschiedenis
In 1996 verscheen het eerste album van de groep, waarna er nog vier volgden. In Duitsland werd End of Green bekend door optredens met bands als Paradise Lost, Iggy Pop en In Extremo. De teksten gaan vooral over eenzaamheid, depressie, pijn en over de dood. Het nieuwe album Dead End Dreaming is het tot nu toe succesvolste album. Het kreeg een notering in de Duitse hitlijst.
In 2007 verscheen het soloalbum van de zanger met de titel Brand New Drug.

## Discografie
- Infinity (1996, Nuclear Blast, EMP)
- Believe My Friend (1998)
- Songs for a Dying World (2002)
- Last Night on Earth (2003)
- Dead End Dreaming (2005)
- The Sick's Sense (2008)
- High Hopes in Low Places (2010)
- The Painstream (2013)
- Void Estate (2017)